# Fredrik Björck
Bo Fredrik Björck, född 22 oktober 1979 i Fässbergs församling i Mölndal, är en svensk tidigare fotbollsspelare, försvarare.
Björcks moderklubb är Kållereds SK, och han har även representerat IFK Göteborg, Västra Frölunda IF och AIK. Han gick från AIK till Helsingborgs IF inför säsongen 2005, sedan AIK åkt ur Allsvenskan 2004. Efter två och ett halvt år i Helsingborg skrev han på för fyra och en halv säsong med regerande svenska mästarna, IF Elfsborg, 7 juli 2007. Där stannade har dock bara i ett år då konkurrensen blivit för hård behövde Björck mera speltid och signerade ett tvåårskontrakt med danska Esbjerg fB efter rekommendationer från bl.a. Fredrik Berglund som spelat där tidigare. På försommaren 2010 gick kontraktet ut och Fredrik Björck blev erbjuden ett treårskontrakt med norska tippeligalaget Tromsø IL som var i akut behov av en rutinerad mittback. Från säsongen 2015 till 2017 representerade han Örgryte IS.